# Hanul lui Petrea Bacalu
Hanul lui Petrea Bacalu, cunoscut ulterior ca Hotel România, este o clădire istorică din Iași, astăzi demolată, care era situată pe latura sudică a actualei Piețe a Unirii, la răspântia ulițelor Golia, Talpalari, Banu și Consulatului Rusesc. La 5 ianuarie 1859, în fața acestei clădiri a fost jucată pentru prima dată Hora Unirii de către mulțimea adunată pentru a sărbători victoria Partidei Unioniste și alegerea lui Alexandru Ioan Cuza ca domnitor al Moldovei. Pentru a marca acest moment istoric, municipalitatea a hotărât ulterior amenajarea unei piețe care a fost numită în 1881 Piața Unirii.

## Istoric
Primul proprietar menționat al acestei clădiri este Petrea Bacalu, bogat proprietar cu vederi unioniste,  care stăpânea un grup de clădiri ce adăposteau un hotel ce avea la parter „patru dughene de cărămidă cu temelii de piatră”, era înconjurat cu cerdac de lemn și acoperit cu „tablă de fier” și avea o curte interioară în care se intra printr-o boltă largă și înaltă ce permitea trecerea birjelor și căruțelor.
Hotelul era atât de cunoscut la mijlocul secolului al XIX-lea încât devenise un nume generic al hotelurilor din orașele moldovene.
Ion Ghica, în una din scrisorile sale către Vasile Alecsandri („O călătorie de la București la Iași înainte de 1848”), menționează acest fapt:
„Impiegatul autoritații moldovene îl întoarce, îl observă, uitându-se când la mine, când la caracteristicele însemnate într-însul, comparându-le din ochi. Se sfătuiește câtva cu colegul său de pe țărmul muntenesc și mă întreabă unde trag, ca să-mi aducă pașaportul la gazdă. În zadar protestez, cerând să mi-l dea îndată ca să-mi pot urma drumul, mi se răspunde că nu se poate până ce nu l-o viza ispravnicul, și, fără mai multa vorbă, adresându-se către surugiul dinainte, îi zice:

- Du-l, mă, la han la 'Petrea Bacalu'.

'Petrea Bacalu' era pe atunci numele de modă al otelurilor din Moldova, cum am zice astazi 'Grand Hotel', fie cât de mic. Acest nume fusese ilustrat de bogatul Petre Bacalu din Iași, un văr al vestitului Hagi Petcu Pristanda. ”— Ion Ghica, O călătorie de la București la Iași înainte de 1848

Vedere aeriană a Pieței Unirii din Iași cu localizarea clădirii în care a funcționat hanul lui Petrea Bacalu, ulterior Hotel România.
În cartușul din partea dreapta-jos a imaginii sunt indicate clădirile semnificative (cu cifre) și străzile (cu săgeți roșii și litere). A – Strada Cuza-Vodă, fostă Ulița Goliei; B – Strada Săulescu, fostă Ulița Talpalari; C – Strada Arcu, fostă Ulița Banu; D – Strada Lăpușneanu, fostă Ulița Sârbească; E – Strada Unirii, fostă Ulița Rusească, astăzi dispărută prin extinderea Pieței Unirii; 1 – Biserica Talpalari; 2 – Academia Mihăileană (astăzi dispărută); 3 – Liceul Național; 4 – Palatul lui Al.I. Cuza, azi Muzeul Unirii; 5 – Hotelul Traian; 6 – Statuia lui Al.I. Cuza; 7 – Hotelul România; 8 – Casele Motăș cu Hotelul Europa (astăzi dispărute); 9 – Palatul Braunstein.

La 5 ianuarie 1859, între hanul lui Petrea Bacalu și prăvăliile situate în față, spre Ulița Sârbească (strada Lăpușneanu de astăzi) și mai departe, pe Ulița Mare, mulțimea era adunată pentru a afla rezultatele votului celor 49 de deputați ce formau Adunarea Electivă. Din micul balcon din fier forjat al hanului, imediat după confirmarea alegerii sale, Alexandru Ioan Cuza a vorbit pentru prima dată în calitatea sa de domn al Moldovei mulțimii adunate în fața hanului, mulțime care, pentru a sărbători victoria Partidei Unioniste și alegerea lui Al.I. Cuza, a jucat pentru prima dată Hora Unirii.
Pentru a marca acest moment istoric, municipalitatea a hotărât ulterior amenajarea aici a unei piețe care a fost numită, firesc, Piața Unirii și în care, după eforturi și lupte politice importante, la 27 mai 1912 a fost dezvelită statuia lui Alexandru Ioan Cuza realizată de sculptorul italian Raffaello Romanelli.
Ulterior, în funcție de evenimente și proprietari, hotelul avea să poarte și alte nume. Astfel, pentru a atrage călătorii ce ajungeau la Iași pe nou construita linie de cale ferată Viena - Lemberg - Cernăuți – Pașcani - Iași (1870) hanul își schimbă firma devinind „Otel Viena”.
Scarlat Pastia, avocat, filantrop și primar al Iașului (11 ianuarie 1877 - 3 ianuarie 1879), a cumpărat hotelul și, potrivit marilor sale sentimente patriotice, i-a schimbă denumirea, acesta devenind „Hotel România”. Pastia a cumpărat și dughenele de peste drum, situate spre Uliță Sârbească și, deși acestea îi aduceau un venit important, le-a dărâmat hotărând să construiască pe locul lor un teatru modern. Proiectul a fost realizat de firma lui Gustave Eiffel însă dezacordului dintre  municipalitate și Pastia privind amenajarea spațiului urban din fața clădirii l-a determinat pe Pastia să schimbe destinația acesteia, transformând-o într-un hotel a cărui construcție a fost terminată în 1882 și care a fost numit Hotelul Traian.
Cu toată concurența de peste drum, hotelul România a continuat să funcționeze adăpostindu-l în 1884, într-o mică odaie situată în podul șurii, pe Mihai Eminescu. Sejurul la acest hotel nu a fost fast pentru poet căci în noiembrie, așa cum relata mai târziu profesorul A.C. Cuza:
Într-o seară, intrând în casă, a alunecat pe gheață, în poarta otelului, rupându-și piciorul, ceea ce l-a silit să stea mai multe săptămâni în cura spitalului Sf. Spiridon, unde mă duceam să-l văd, și unde-l găseam cetind, sau trecându-și vremea cu jocul de șah. 
Incendiul care, în noaptea dintre 17-18 februarie 1888, a mistuit Teatrul din Copou a constituit un moment important în evoluția hotelului. Absența unei săli adecvate pentru a găzdui trupele teatrale în trecere prin Iași și eșecul proiectului anterior de construire a unui nou teatru l-au determinat pe Scarlat Pastia să transforme restaurantul din curtea hotelului în sală de spectacol. Această sală, care a fost înălțată și în care a fost instalată o scenă și trei rânduri de loje, a fost cunoscută de ieșeni sub numele de „sala Pastia”. Sala, care a gazduit mult timp spectacole, a avut o inaugurare memorabilă, în primul spectacol găzduit jucând Aristizza Romanescu și Grigore Manolescu.
Pentru a finanța construcția Hotelului Traian Scarlat Pastia se împrumutase cu sume considerabile de la banca Creditul Urban. Veniturile pe care le-a obținut din exploatarea hotelurilor au fost însă insuficiente pentru a acoperi datoriile astfel încât Pastia a fost obligat să se separe de ambele hoteluri, acestea trecând în proprietatea Creditului Urban. Ruinat, prin bunăvoința conducerii acestei bănci, filantropul Pastia a locuit până la moarte (1900) într-o cameră a hotelului România și a avut zilnic o masă gratuită la restaurantul acestuia.
Hotelul a funcționat în continuare sub numele de Hotel Schiller până între cele două războaie mondiale și a fost naționalizat după 1945. Lucrările de amenajare a Pieței Unirii din anii ’60 au dus la demolarea clădirii, pe locul acesteia fiind amplasat în prezent parkingul din fața blocurilor turn și a cinematografului Victoria. 

## Anecdote privind hanul
„Pe vremea când „Junimea” se întrunea în modesta căsuță a lui Maiorescu din fundul ogrăzii bisericei Trei-Sfetite, era obiceiul ca după ridicarea șezătoarei, noaptea târziu, toți cei prezenți să joace „Hora Unirii” în dreptul caselor lui Petrea Bacalu, punct istoric consacrat pentru asemenea manifestațiuni naționale.

După mutatea lui Maiorescu din curtea școlii preparandiale în casele lui Dim. Rosetti, nu s’a mai jucat hora unionistă decât la anumite meetinguri, dar s’a păstrat oarecum acest obicei, căci veselii junimiști, cum arată I. Negruzzi, se orânduiau „în linie dreaptă, pentru necesități neprevăzute”... ”— Săteanu, Figuri din „Junimea”

## Legături externe
- Ion Mitican, „Istoria construirii Teatrului Național (1)”, Curierul de Iași, 21 mai 2012.
- Anna Borca, „Hanul din vremea Unirii”, Jurnalul Național, 24 ianuarie 2007.